# Тарноруда (Хмельницький район)

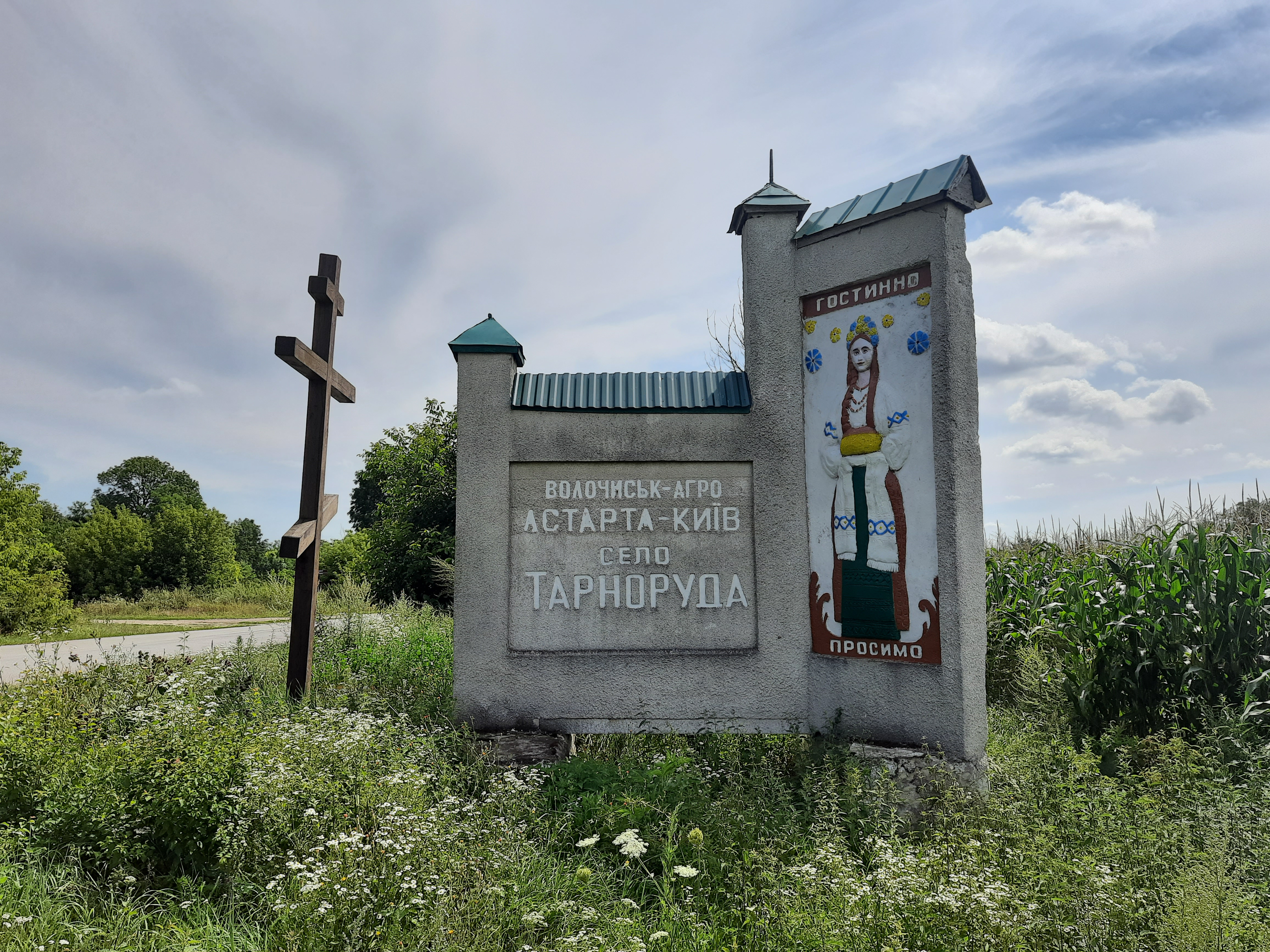
Стела при в'їзді в село

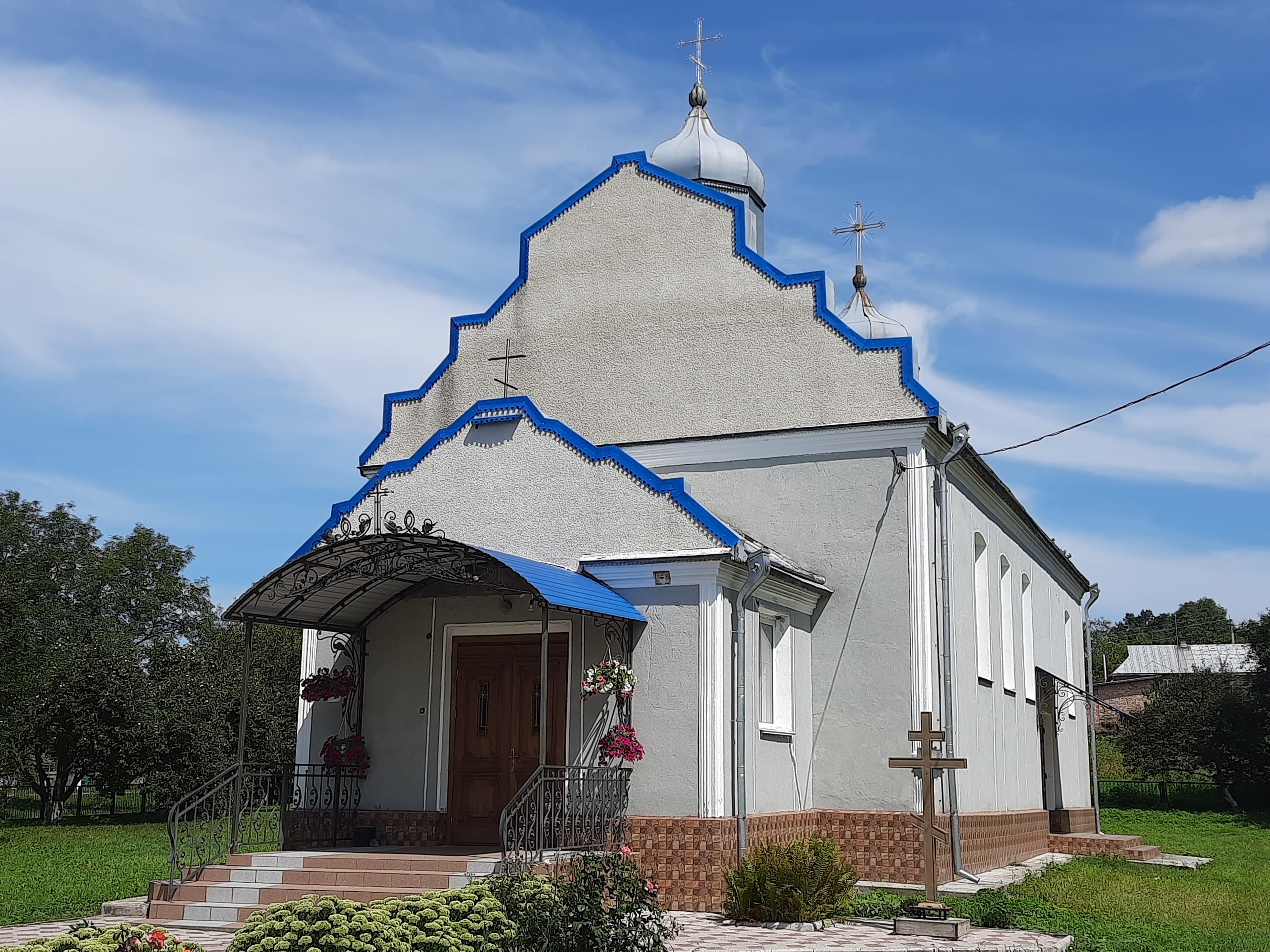
Свято - Вознесенська церква.

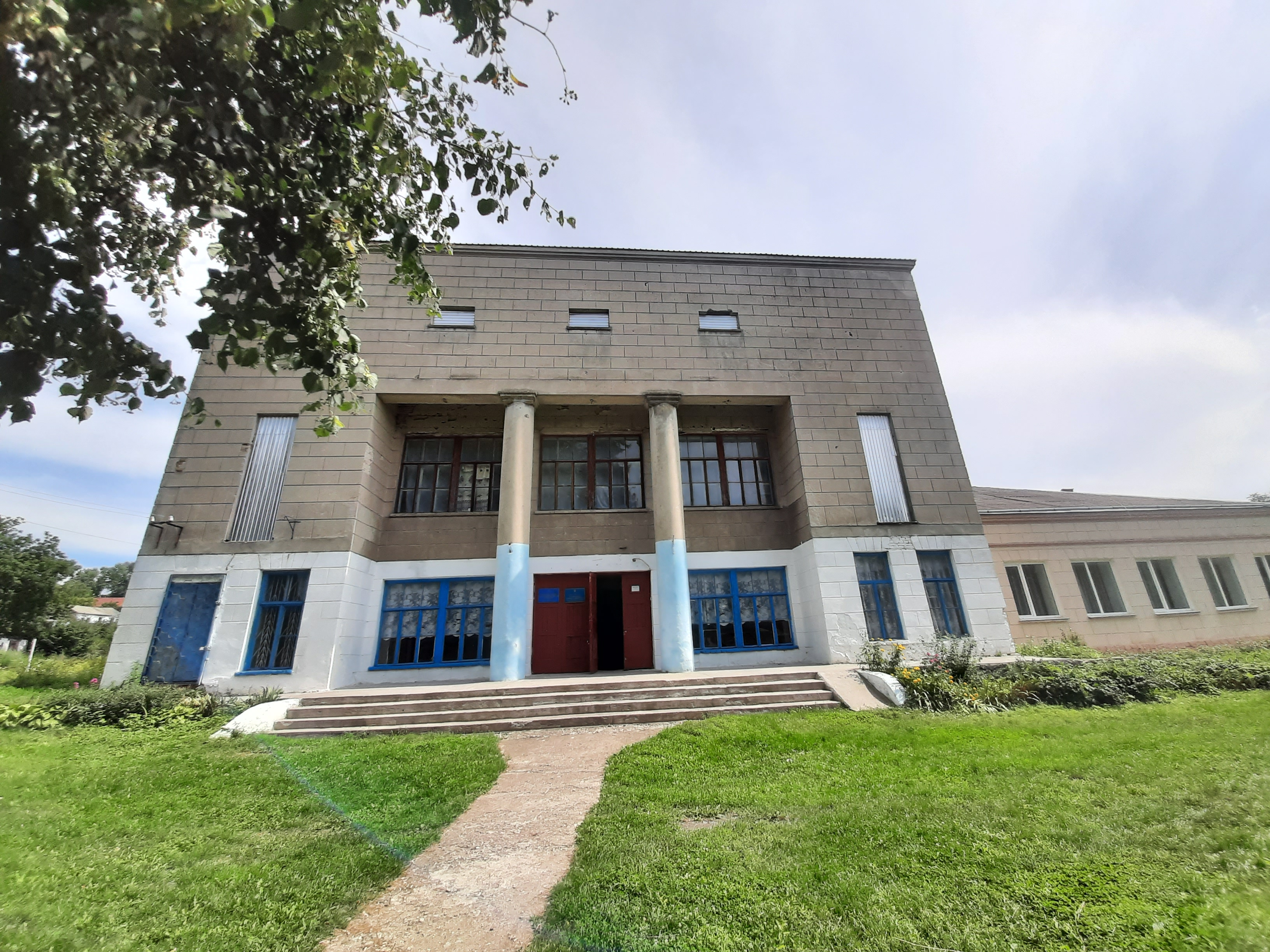
Будинок культури

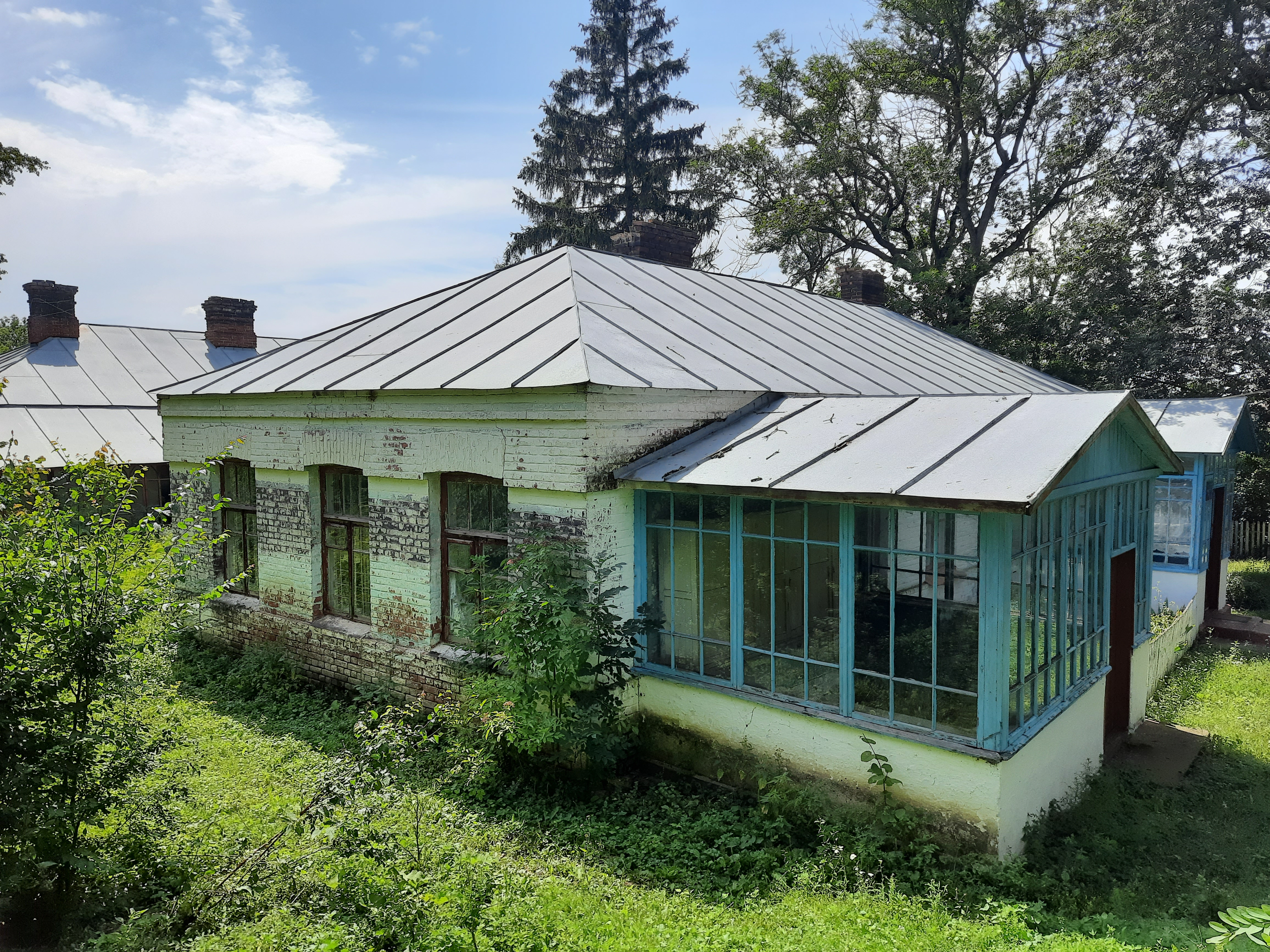
Будівля колишньої застави

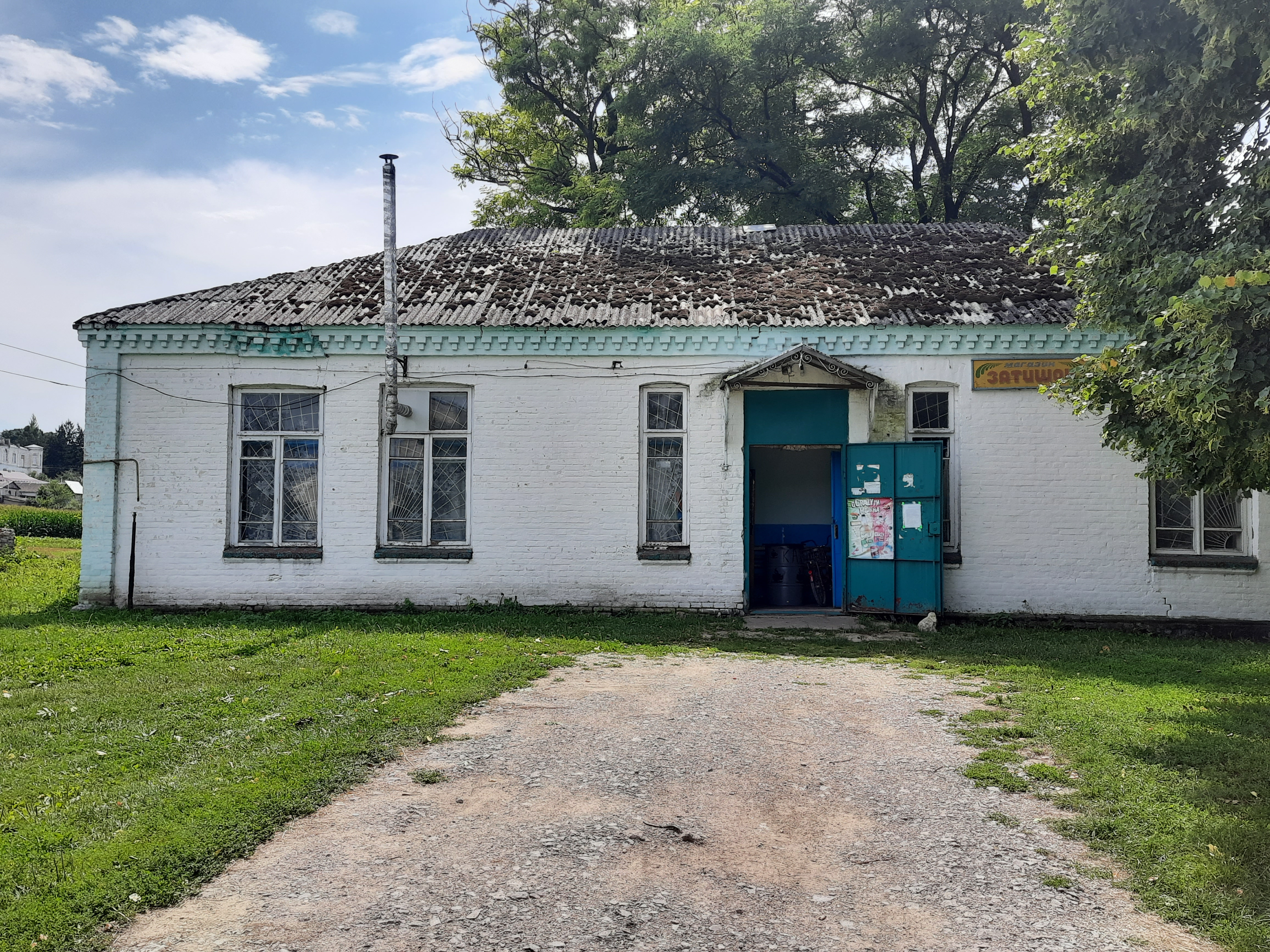
Крамниця

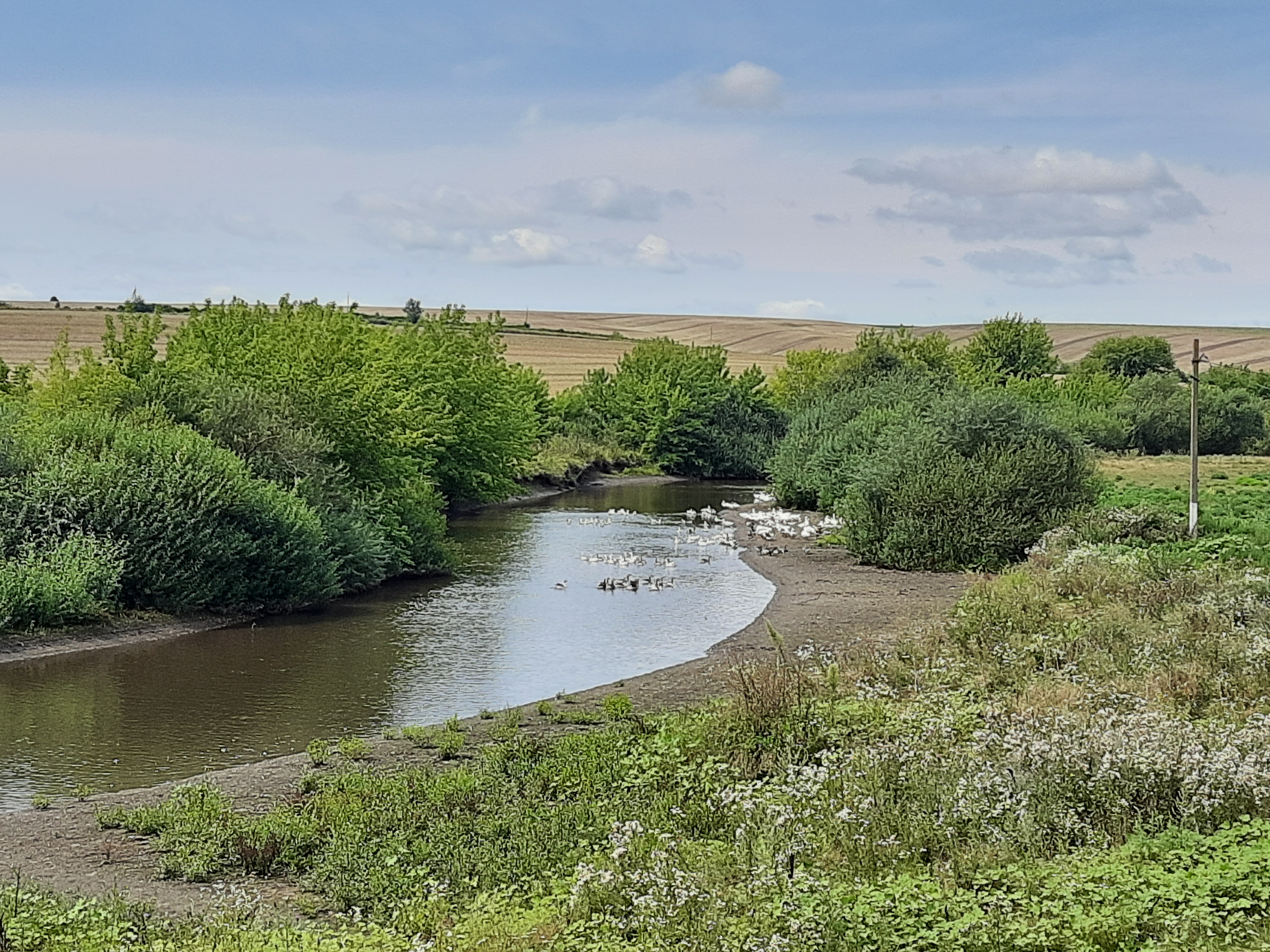
Збруч біля села

Тарнору́да — село в Україні, у Волочиській міській  громаді Хмельницького району Хмельницької області. Населення становить 856 осіб.
Перша згадка про Тарноруду датується XVI ст., коли вона належала магнатам з роду Одровонжів, які володіли нею понад 300 років, потім село переходило від одного шляхтича до іншого.

## Магдебурзьке право
Магдебурзьке право надане за сприяння Одровонжів у 1583 році. Скоріш за все Софія Одровонж була ініціатором адже сусіднє село Липівка було її родовим, але аж через 3 роки після смерті Тарноруда отримала Магдебургію та право на 4 великих Ярмарки на рік. Тарноруда залишалась містом до 20 років ХХ століття. В період СРСР з Тарноруди було масово вивезено населення в Казахстан у село Озерне неподалік від Астани, велику кількість жителів що залишилися, розстріляно та репресовано.

## Назва
Саме слово Тарноруда та назва походить від «терно» і «руда» («малою руткою» називали долину частину села, яке потім з'єдналось з терном).

### Походження назви сучасної Тарноруди
Тарноруда не завжди була Тарнорудою, до 17 століття вона називалась Роматинці (Romatyncze), і з'являється під сучасною назвою Тарноруда у 18 столітті. Стара назва згадується в королівській енциклопедії як Роматинці — місто вище Сатанова на лівому березі річки Себровець (сучасний Збруч). Основною версією походження назви є розмінне місце де відбувалась торгівля і розмін товару та краму. Ще за Коріатовичів у Тарноруді велась активна торгівля на шляху з Кам'янця-Подільського до Кракова. За деякими припущеннями назва Роматинці — це скорочена назва від мусульманського слова «дорога» або ж «Рамадан», за іншою версією це топонім поширених назв таких сіл у Підволочиському районі, як Романове та Романівка.
Можливо легенда, про поле роману пояснить походження старої назви. Одного разу подорожували два брати верхом, і на дорозі їм зустрівся старець який сидів біля білого поля роману. Старий дідусь покликав їх до себе, і в них зав'язалася цікава розмова, в ході якої старий сивобородий старець каже: «Тут, на місці цього поля роману, має постати величний білий храм, де люди, котрі будуть молитись і приходити, будуть спасенні і почують на собі божу милість та благодать».
А ось сучасна назва Тарноруда ставить багато питань навколо свого походження. Існує декілька версій.
За однією з них говориться, що назва походить від двох складових Терен та Рутка: два села, які об'єднались і в результаті утворилась Тарноруда, можливо вона хибна, адже сучасна рутка була забудована після 2 світової війни а до того там було поле. Тим паче що на всіх старих картах Тарноруда — це на правому березі поселення, а на лівому — це Юридика.
Існує інша досить цікава версія, пов'язана з ведичним терміном «Тара», що означає Зірка. Корінь подібного значення слів — таких, як Тарнополь (сучасний Тернопіль) мали більш просте і прагматичне значення — можливо, від назви магнатів — таких, як Тарнавські, що досить довго жили і правили в Теребовлі. Також не можна відкидати і релігійне походження адже тарноруда це одне з місць паломництв і назва мусульманського слова Рамадан була змінена на символ християнства та віри, як тернова корона Ісуса Христа що мало показати страждання спасителя. В принципі походження багатьох версій лише доводить, що історія Тарноруди є дуже цікава і вона потребує все більшого та глибшого вивчення та аналізу.

## Символіка

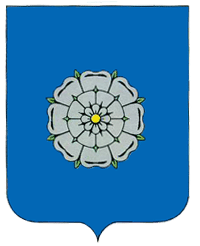
Історичний герб з трояндою

Затверджена 18 липня 2023 р. рiшенням №19-29/2023 XXIX сесії міської ради VIII скликання. Автори— М.І.Заколодний, Л.В.Семенюк, А.В.Майхер, Ф.Ф.Камінський, К.М.Богатов, В.М.Напиткін.

### Герб
В срібному щиті червона троянда з п'ятьма пелюстками, золотою серединкою і зеленими листками. Лазурова хвиляста база тричі перетята срібними хвилястими нитяними балками. Щит вписаний в декоративний картуш і увінчаний червоною мурованою короною. Унизу картуша напис «ТАРНОРУДА».
Троянда — символ життя. Хвилясті балки — символ Збруча і багатих водних ресурсів. Червона корона вказує на те, що Тарноруда мала статус містечка.

### Прапор
Квадратне полотнище поділене горизонтально хвилясто поперемінно на білі і сині смуги у співвідношенні 13:1:1:1:1:1:2. В центрі верхньої смуги червона троянда з п'ятьма пелюстками, жовтою серединкою і зеленими листками.

## Історія та перша писемна згадка

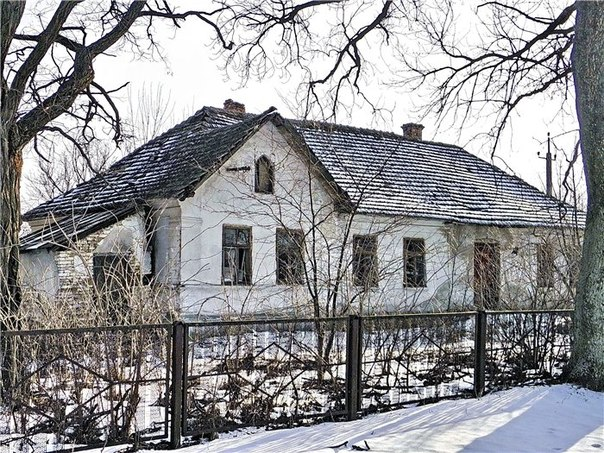

3 березня 1404р. в Кракові король Ягайло надав краківському підстолію, що був першим польським подільським старостою Королівства Польського, Пйотру Шафранцю Сатанів з селами, що до нього відносилися, а саме: Яблонів, Стрийова, Постоловці й Барчовка. По смерті великого князя Вітовта 8 серпня 1431р. Ягайло знов передав до польських рук ті маєтки — дав їх Пйотру Одровонжу, за його заслуги у війні проти великого князя Свидригайла. Це надання було підтверджено потім королем Владиславом III в 1436р. и 1440р. особливою грамотою. Комплект цих міст і сіл, повторяються в цих королівських грамотах з деякими відмінами і в самому складі сіл, і в їх назвах. Скажемо, що то за поселення. До Сатанова місто над Збручем, в 60км від Кам'янця на Північ при раховане Яблонів, Стрийова, Постоловці і Барчовка. Два останні села з зміненою трохи назвою містяться недалеко коло Сатанова, Постоловці — це с. Постолівка над Збручем, вище Сатанова на 15 км, коло м. Тарноруди; Барчовка — це с. Борщівка. Тому правильно вважати дату святкування дня села саме 8 серпня по першій писемній згадці.
Юридичний стан — це були кріпаки, які працювали на поміщицьких землях. Економічне і політичне становище селян Тарноруди, поневолених польською шляхтою, було дуже важким. Внаслідок аграрної реформи Сигізмунда II Августа 1557 року частина селян була позбавлена землі, а решта відтиснута на гірші ґрунти був прискорений перехід від продуктової і грошової ренти до тяжкої форми — відробіткової. Феодали зменшили селянські наділи, а частину селян зовсім позбавили їх. Село часто зазнавало набігів татар, За місцевою легендою, село було спалено через одну дівчину, яка не хотіла покорятися татарві, могила дівчини-красуні ще зберігалася до наших днів на подвір'ї однієї оселі села. В 1569 р. Тарноруда потрапляла під панування польських панів до Кременецького повіту Волинського воєводства. У 1586 р. була майже спалена польськими жовнірами. У другій половині XVII століття польська шляхта посилила експлуатацію місцевих селян. Повинність відробітку збільшилась до 3-4 днів на тиждень, заборонялися православні релігійні обряди, нав'язувався католицизм.
Це призвело до активної участі населення у визвольній війні 1648—1654 рр. — національно-визвольній війні українського народу проти Польщі. У вересні 1648 р. війська Богдана Хмельницького звільнили 
село — після розгрому польських військ під Пильцями. Але у подальшому село залишилось під володінням польських шляхтичів.
Тарноруда займала значну територію по обох берегах річки Збруча. Правобережна частина села 1772р. відійшла до Австрії, Лівобережна 1793 р. — до Росії. Поступово село розрослося. Феодал переселяв сюди селян з інших місць, 1802 р. він мав 1487 кріпаків, щотижня тут відбувалися базари, раз на рік ярмарки. Тарноруда стала містечком. Дві великі пожежі 1840—1853рр. завдали йому значної шкоди. На 1845 рік у поміщика Мальчиського було 1860 десятин землі, у селян 927 десятин. На той час у поміщицькому маєтку налічувалось 229 селянських господарств, з них 25 тяглих і 136 напівтяглих або піших, які не мали робочої худоби, 9 городників. Тяглі і напівтяглі господарства відбували панщину по три дні на тиждень влітку, по 2 дні, 44 кріпацькі господарства платили поміщицькі податки. В 40-х роках XIX ст. Тарноруда стала одним з осередків розвитку дрібного шкіряного виробництва Подільської губернії. Тут збудували шкіряний завод, де працювало кілька робітників, знаряддя праці і технологія виробництва були примітивними. У 1845 р. підприємництво давало вже свою продукцію.
З введенням 1847—1848 рр. інвентарних правил дещо обмежувалася свавіля поміщиків, за селянами закріплювалось надільна земля. Але докорінно у становищі селян мало що змінилося. Земля, як і раніше залишалася власністю поміщиків, селяни й надалі перебували у кріпосницькій неволі. І після 1849 р. жителі с. Тарноруди відбували по 104 дні панщини на рік, крім того — по 12 згінних (літніх) днів, по 12 днів на будівних роботах, по 2 дні на вивезення дров, по 2 дні на вивезенні гною і т. д. Після реформи 1856 року 227 селянських дворів одержали 73 десятин садибної і 1057 десятин польової землі, за яку було встановлено щорічний викуп — 3978 крб.
З 1 вересня 1863 р. викупні платежі було знижено. У Тарноруді вони зменшились на садибну землю на 20 %, на польову на 25 %. Викупні платежі лягали важким тягарем на плечі селян. Тільки за 2 з лишком роки вони склали суму 7,5 тис. крб., крім викупних платежів на селян накладалися численні податки. У скарзі направленій Проскурівському мировому з'їзді в травні 1866 року селянину Тарноруди наводили довгий списик податків і повинностей, які вони змушені були платити. Усе життя селяни Тарноруди пореформеного періоду просякнуте боротьбою за землю. Ті, хто вірив у справедливість царських законів, писали скарги на самоуправство поміщика, який будь-якого приводу намагався заборонити селянам користуватися землями спільного користування, вимагав плати або відробітку, але ці скарги не допомагали.
На початку XX ст. поміщиці Мордвиновій належало 912 десятин землі, в той час як на 350 селянських господарств припадало 1273 десятин землі. Землеробство в той час було основним заняттям жителів Тарноруди, лише дехто з них займався шиттям та ткацтвом.
Селяни, які в своїх убогих клаптиках не могли вибитися із споконвічних злиднів змушені були наймитуватися у поміщика, одержуючи мізерну плату. За день виснаженої праці на буряковій плантації поміщиця Мордвинова платила 20 копійок, взимку плата за роботу не перевищувала 10 коп. за день. Тяжке життя, безправ'я породжували невдоволення існуючим ладом. Навесні 1902 р. селяни Тарноруди стали самоуправно випасати худобу на толоці і поміщицьким слугам відповідали погрозами. Перелякана поміщиця звернулася до властей. Кілька разів повітовий справник та ін. чиновники приїжджали у село. Селяни стояли на своєму і заявляли, що і далі випасатимуть худобу. Мировий посередник у телеграмі до подільського губернатора просив прислати козаків у Тарноруду щоб зламати опір селян. Власті жорстоко розправилися з учасниками «аграрних безпорядків». До судової відповідальності було притягнуто до різних строків ув'язнення. Поміщиця розорала толоку і позбавила селян випасу. У 1870 р. в Тарноруді відкрилася парафіяльна школа. Школа містилася у невеличкій селянській хатині, яку придбала громада на зібрані гроші. У 1897 р. відкрито школу для дівчат, а 1908 р.- міністерське однокласне училище. В цей час діють костел, який побудовано ще у 1355 році і церква. В 1913 році в селі було поштове і телеграфне відділення, кілька приватних крамниць: аптекарських товарів, швейних машин, шкіряних виробів, мануфактурна і бакалійна.
7 (20) листопада 1917 року, відповідно до Третього Універсалу Української Центральної Ради, увійшло до складу Української Народної Республіки.
12 червня 2020 року, відповідно до розпорядження Кабінету Міністрів України № 727-р «Про визначення адміністративних центрів та затвердження територій територіальних громад Хмельницької області», увійшло до складу Волочиської міської громади.
19 липня 2020 року, в результаті адміністративно-територіальної реформи та ліквідації Волочиського району, увійшло до складу новоутвореного Хмельницького району.

## Голодомор в Тарноруді

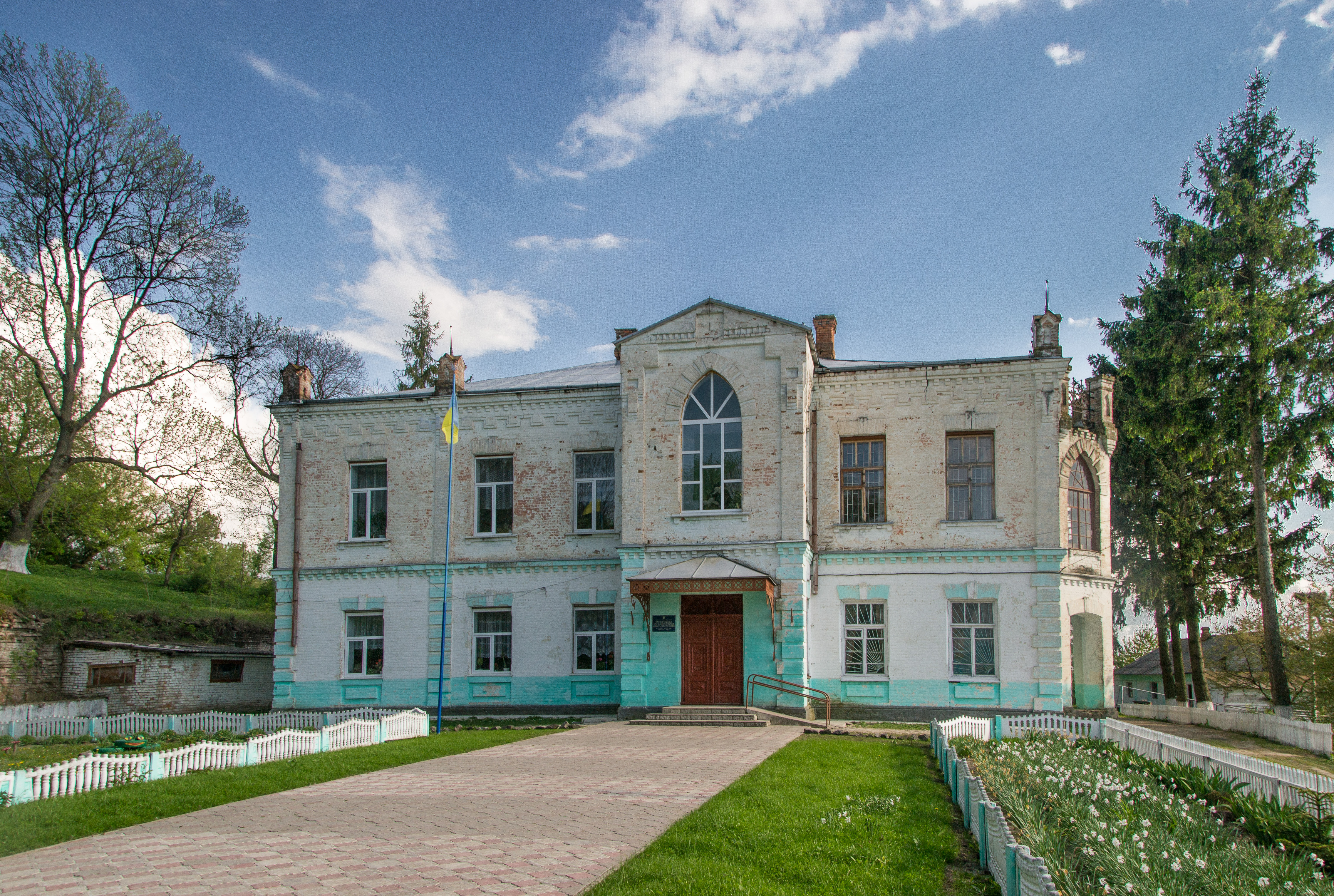
Тарнорудська ЗОШ І-ІІІ ступенів у палаці Мордвінова

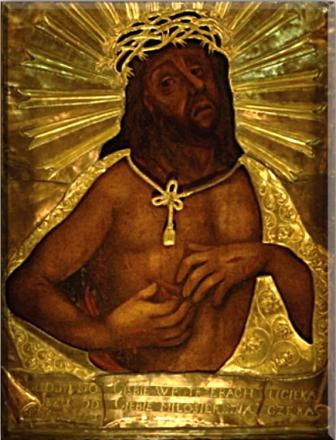
Чудотвориний Образ Ісуса Милосердного Тарнорудського

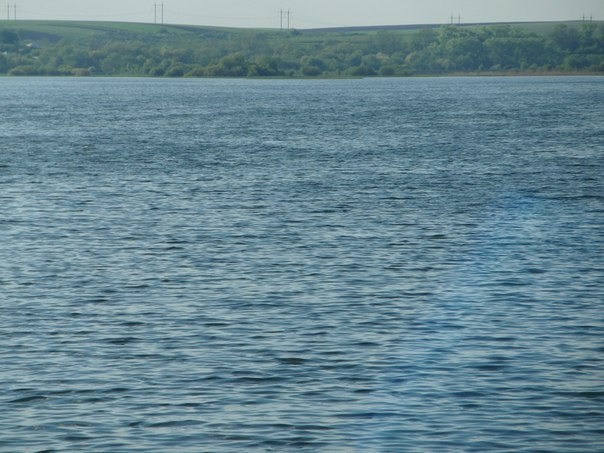
Тарнорудське «море»

За даними різних джерел в селі в 1932—1933 роках загинуло близько 10 чоловік. На сьогодні встановлено імена 6. Мартиролог укладений на підставі поіменних списків жертв Голодомору 1932—1933 років, складених Тарнорудською сільською радою. Поіменні списки зберігаються в Державному архіві Хмельницької області.

## Пам'ятки

### Тарнорудський костел
Існує наступна легенда. Якось випало тут полювати Андрію з Ріпни, і коли він вибрався крізь терен на вершину пагорба, раптом побачив образ Ісуса Сумного. До того в нього боліло довгий час серце, але після того, як узяв він образ у свої руки, раптом пройшов біль, і серце більше в нього не боліло. Схвильований знахідкою мисливець відніс ікону до себе додому, але образ дивним чином повернувся в гори над Збручем. Історія повторюється кілька разів. Опісля того розказав про цей інцидент місцевому парафіяльному священику. Священик попросив показати те місце, де чоловік знайшов образ, і порадив йому побудувати тут каплицю.
Два безіменні брати в 1355—1365 рр. зводять тут перший костел, ще дерев'яний. Донька Яна Костки та Софії Одровонж одружилася з Адамом Єронімом Сенявським (1576—1616), її приданим були Меджибіж, Сатанів, Тарноруда а також Зіньків із навколишніми селами. На місці дерев'яного костелу Катерина Сенявська зводить муровану святиню в 1643 р. (саме цим роком датують появу римо-католицької парафії в Тарноруді). Храм освятив Кам'янецький єпископ Стефан Рупневський (він же свого часу, перед переїздом до Луцька, освятив костели в Червоногороді, Товстому, Старій Синяві, Проскурові). До того, як в Тарноруді збудувати костел, Катерина Сенявська відзначилась у Сатанові, коли у 1641 році піднесла містечко до статуту міста та, зі згоди польського короля, надала поселенню магдебурзьке право.
У 1754 р. костел було перебудовано в пізнобароковому стилі Ізабеллою Чорторийською (уроджена Ельжбета Гелена Анна Чорторийська, 21.05.1733, за ін. відомостями — 1736) — меценатка і колекціонер творів мистецтва епохи рококо.
Дочка Олександра Августа Чорторийського, руського воєводи, представника українсько—польського роду князів Чорторийських, дружина великого коронного маршала Станіслава Любомирського (від 9 червня 1753), прабабця Альфреда Потоцького, намісника Галичини. Володіла 14 містами і 366 селами, значна частина яких була розташована на українських землях Поділля та Галичини, одна з найвідоміших жінок Речі Посполитої у XVIII ст. Брала активну участь у політичних іграх свого часу, поклала наріжний камінь під будівництво Народного театру у Варшаві. Ізабелла Чорторийська, а також маршал Станіслав Любомирський в Тарноруді зводять ще один костел церкву[джерело?]. Костел оточували старі дерева, і хоч яким велетенським не був костел та його двір, він не вміщав всіх коней та возів під час прощ до чудотворного образу. Стіни храму до 1,5 м завтовшки, склепіння були вкриті рослинними орнаментами. Сім вівтарів храму були багато оздоблені. Чудотворний образ Ісуса Тарнорудського (69,5х54 см, олійна фарба на полотні) знаходився за трьома заслонами в головному вівтарі. В 1773 році образ «вдягнули» в срібні шати з золоченою короною. З досліджень польських реставраторів відомо, що на початку XVIII століття ікона пережила пожежу, перемальовувалася, а потім зберігалася в занадто вологому приміщенні. Скоріше за все, всі ці негаразди з образом відбувалися під час гонінь на католиків і Барської конфедерації. В 1802 р. склепіння храму потріскалося після землетрусу 14 серпня.
Мури, які видно на старих зображеннях храму, охороняли цвинтар, що лежав навколо костелу (на жаль цей цвинтар не зберігся). Є непогане зображення костелу, замальоване відомим білоруським мандрівником Наполеоном Ордою у 1734 році ще до перебудови в пізно бароковому стилі. До костелу було велике паломництво, як ми бачимо на фотографії, кількість людей є досить велика. Фото датується 1899 роком. На початку ХХ ст. (до 1909) ксьондзом в Тарноруді був Броніслав Карчевський, який організував при храмі хор і оркестр, закупивши весь потрібний комплект інструментів. Славився суворістю до пияків, любив розганяти загулялих за північ веселунів у місцевій корчмі. Його наступника Броніслава Роговського в часи громадянської війни охороняли від біди місцеві озброєні парубки. На фото 1918 року з польського архіву видно, що кількість паломників дуже збільшилась, люди шукали надії та порятунку у Бога.
Після того, як прийшли радянські комісари, все змінилось. Ікону в 1920 році Броніслав Роговський вивозить до Тернополя, і чудотворний образ спинився у своїх мандрах аж у польському містечку Зельонка Паслецька.
За описами архівів совіти пограбували костел:
«Из храма в местечке Тарноруда было конфисковано 16 килограммов золота и серебра так называемых квот. В этом приходе находился чудотворный образ Иисуса Милосердного. Люди, которые с верой молились возле этого образа, в чудесный способ исцелялись от неизлечимых болезней. Благодарные за исцеление верующие люди складывали в дары свои благодарности кольца, цепочки, изготовленные из разных драгоценных металлов разные части человеческого тела и так далее».

Ось і зрозуміло, що собою уособлював костел і чудотворний образ Ісуса Христа в ті буремні часи. До Тарнорудської парафії належали наступні населені пункти теперішніх Тернопільської та Хмельницької областей. З тернопільської сторони належали Фащівка, Кокошинці, Мала Лука, Рожиськ, Турівка та інші, хмельницької — Канівка, Постолівка, Зайчики, Бубнівка, Соломна, Гречана, Липівка, Сербинів, Ріпна, Юридика, Вигнанка (Тарнорудська) (зараз входить до складу Тарноруди).

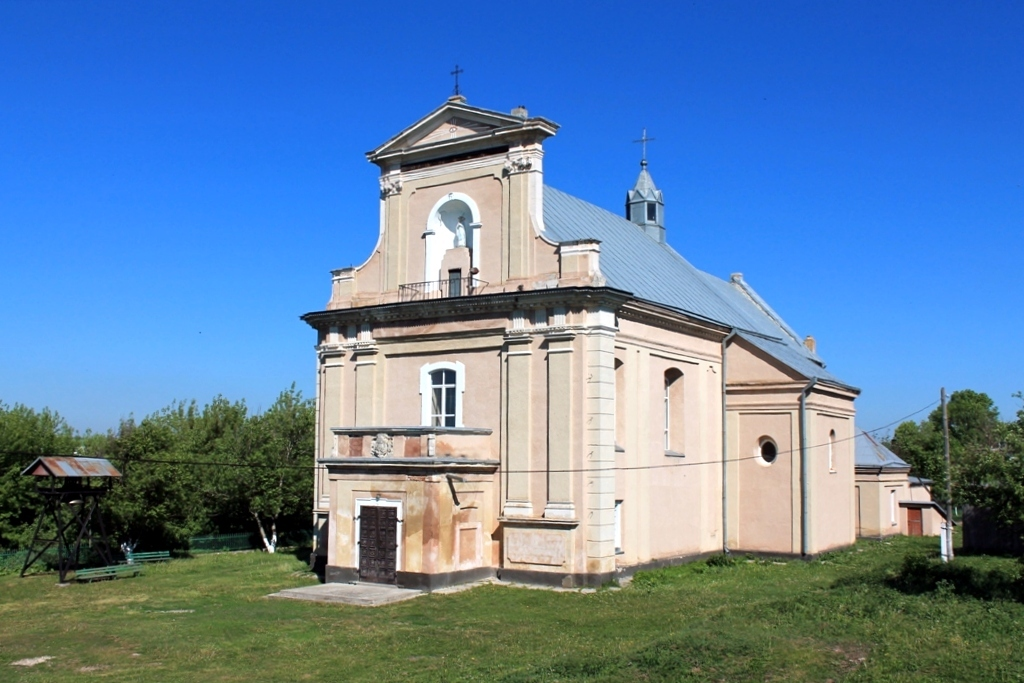
Костел Божої Матері святого скапулярію

У 1934 році костел було зачинено, в приміщенні влаштували клуб і танцювальну залу, а ще певний час тримали збіжжя. Підземелля з криптами було засипано. 5 серпня 1935 року було знищено костельний вівтар і порубано лавки і дерев'яні скульптури — щоб не заважали танцювати. Костельну бібліотеку спалили. В храмі влаштовано склад міндобрив. Але хоч і служив костел радянській владі вірою і правдою, слідкували за ним погано: з даху здерли бляху, добрива заливали дощі, пізніше обвалилися старі склепіння. У 1990-ті роки костел повернули віруючим. Як бачимо на фото, стан костелу був жалюгідний, але паломники, що приходили до костелу для молитов, не забули про нього. Багато з тих віруючих повиїжджали, хто в США, Канаду і Польщу, і ті, що жили в Україні, організували за активним сприянням Владислава Ванаґса на жертовні кошти реконструкцію. Відремонтували кришу, стіни, словом відродили костел, вдихнули йому нове життя. Існує питання про включення, вірніше відсутність, костелу в списку об'єктів охорони пам'яток архітектури у Волочиському районі, 13 об'єктів готується до подання в Державний реєстр нерухомих пам'яток, до речі, кошти на який не виділені навіть на виготовлення паспортів встановленої форми. ЗМІ повідомили, що Чудотворна Ікона Ісуса Тарнорудського зараз не мироточить чудесами, як вона робила це в свій час у Тарноруді.. Чудотворна Ікона Ісуса Тарнорудського може стати тим маленьким, але дуже потрібним і важливим стимулом, що дасть надію до відродження після майже 80-ти років гніту та придушення і боротьби проти віруючих. На карті України може відновитись паломницький центр, такий як Почаїв і Зарваниця. І не тільки для римо-католиків, а й для всіх християн, хто потребує допомоги, хто не забув, що таке Віра і Любов до Бога.

#### Церкви Костели
- Санктуарій Божої Матері Святого Скапулярію (Римокатолицька)
- Костел Св. Станіслава (Парафія св. Миколая УГКЦ)
- Свято Вознесенська церква (Православна МП)
- Церква св. Миколая (некрополь)
- Костел-каплиця Матері Божої з гори Кармель (некрополь)

#### Маєтки і садиби
- Замок Палац Мордвінова,
- Будинок Окомана (Мархоцького)
- Будинок Бернарда Халперна (Галперіна)
- Тарнорудський замок (Edelhof)

#### Придорожні хрести
- На Фащівку Богородиця
- На Рожиськ Фігура — Богороця з Ісусом
- Завалля Ісус розп'ятий
- Чумацький хрест — Піскурівка
- Ісус (некрополь)
- Ян Непомуцький 1805 (для пробощ Тарноруди)
- Хрест Богородиці Семистрільниці (1865 року Войцехові Возняку)

#### Митниці застави
- Австрійська митниця
- Російська застава
- Польська стражніца

#### Кургани, природні
- Курган на горі Курган та Сатанівській горі
- Білий Водоспад (Кирничики)
- Дерева (Липова алея Антонія Анджейовського)
- Джерела (З під білого каменю)
- Турецька криниця (Піскурівка)
- Тарнорудська Вікнина з синьою водою (Шлюзи ГЕС)

#### Руїни, інше
- Підземелля Західна Тарноруда
- Бреухаус Тарнорудський бровар
- Місток до Винокурні
- Тарнорудська ГЕС
- Шлюзи ГЕС
- Тарнорудське водосховище

- Вали фільварок Фронтквських (Римське поселення)

## Некрополі
- Головний християнський, православний і католицький (ХМ)
- Єврейський старий (ХМ)
- Католицький (ТЕ)
- Єврейський новий (ТЕ)
- Турецький (ХМ)

## Культура, освіта
- Тарнорудський Будинок Культури 1934 року
- Тарнорудська гімназія
- Дитячий садок «Малятко»
- При Санктуарію літні табори

## Відомі люди

### Уродженці

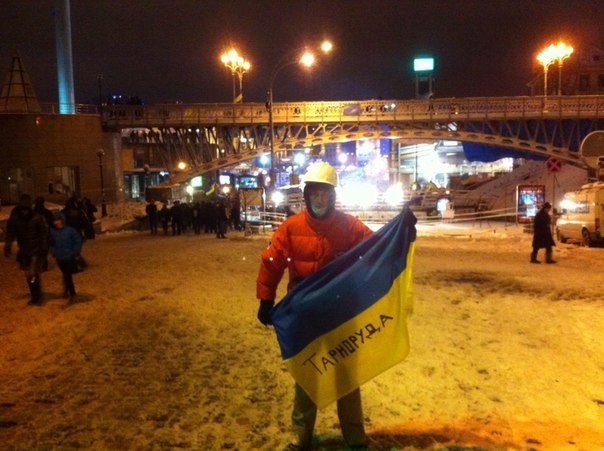
Прапор з надписом Тарноруда на Майдані 2014

- Чикрій Аркадій Олексійович — український учений у галузі математичної теорії оптимального керування та теорії динамічних ігор, доктор фізико-математичних наук, професор, член-кореспондент Національної академії наук України (1997).
- Сцибор-Мархоцький Ігнацій — (Мархоцький Єжі Ігнацій, Редукс-Мархоцький, пол. Ignacy Ścibor Marchocki; 1755—1827) — поміщик, ініціатор господарських, суспільних і релігійних реформ у своїх володіннях відомих під назвою «Миньковецька держава», видавець.
- Бернард Халперн (Bernard Halpern[fr]) — біолог та імунолог Герой Франції.
- Юрій Горліс-Горський — український військовий і громадський діяч, старшина Армії УНР, письменник.
- Володимир Лемцьо — священик.
- Лукасевич Степан Адамович — генеральний директор ТзОВ "Завод газового обладнання «Альфа Газпромкомплект». Член Національної спілки журналістів України. Заслужений працівник промисловості України.
- Майхер Анатолій Андрійович — лікар директор клінік в республіці Польща м. Ксежин Козле та м. Пруднік

### Перебували
- Чацький Тадеуш — польський освітній діяч, перебував тут у вересні 1812 року[4]
- Антоній Мальчевський — письменник.
- Антоній Анджейовський — науковець біолог .
- Вацлав (Венцеслав) Северин «Емір» Жевуський гербу Кривда.
- Август Олександр Чарторийський — князь, польський військовий та державний діяч XVIII століття руського походження.
- Княгиня Констанція Малгожата Любомирська була польською художницею-шляхетницею. Вона була художницею-аматоркою, і деякі її малюнки збереглися.
- Петро́ Гаври́лович Дяче́нко — український військовий діяч, командир Чорних Запорожців, 2-ї дивізії УНА, протипанцерної бригади «Вільна Україна».

## Світлини

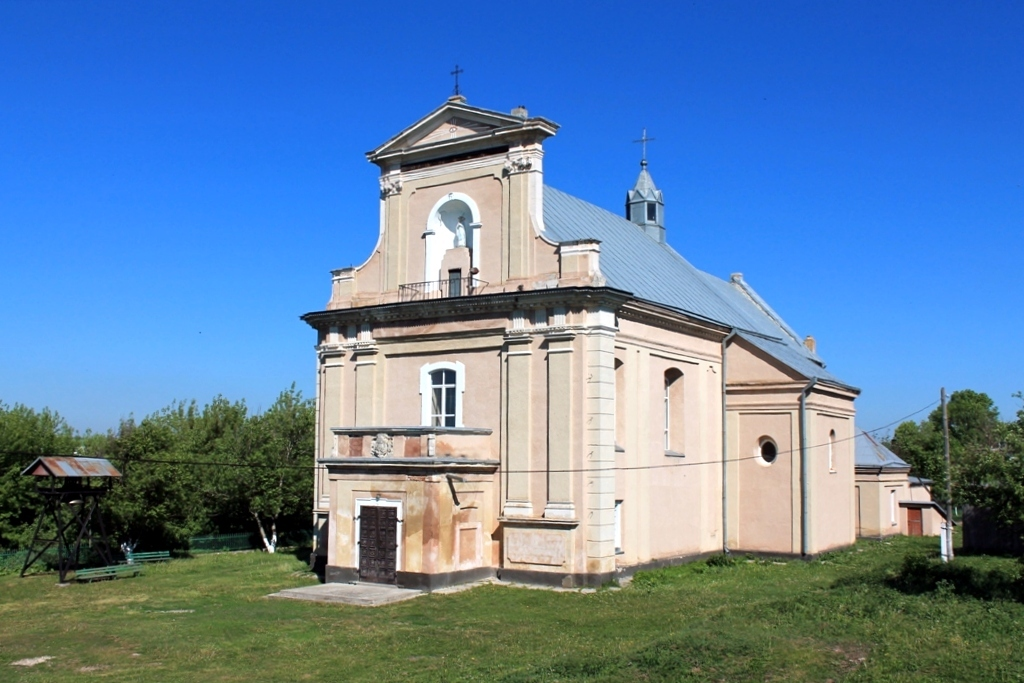
Костел Божої матері Святого Скапулярія 1355 року.
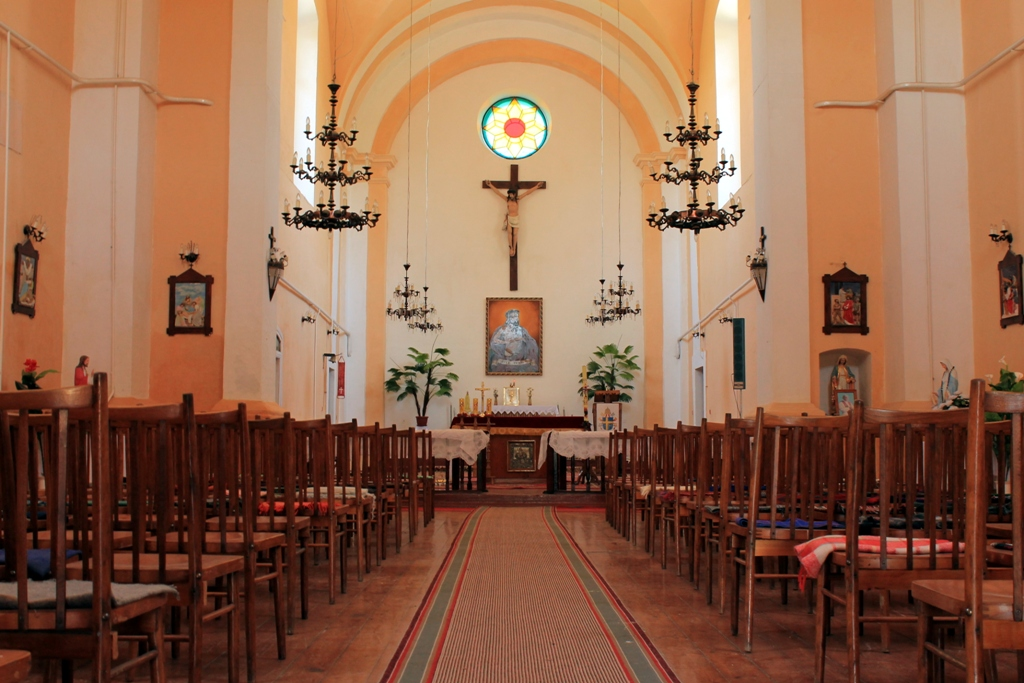
Костел всередині.
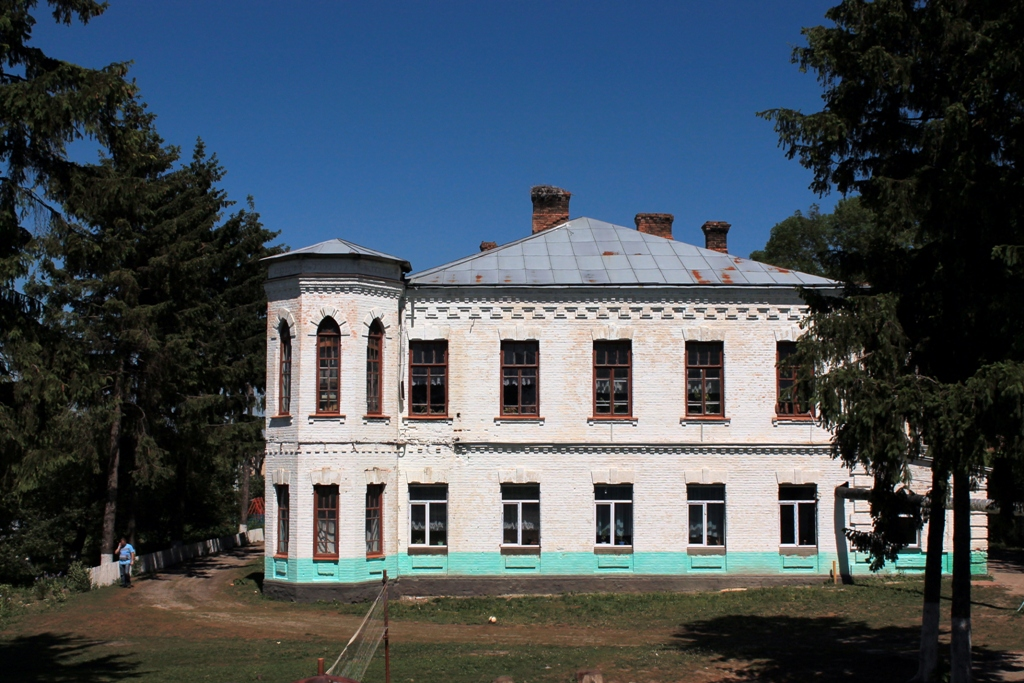
Палац маєток роду Мордвинових.
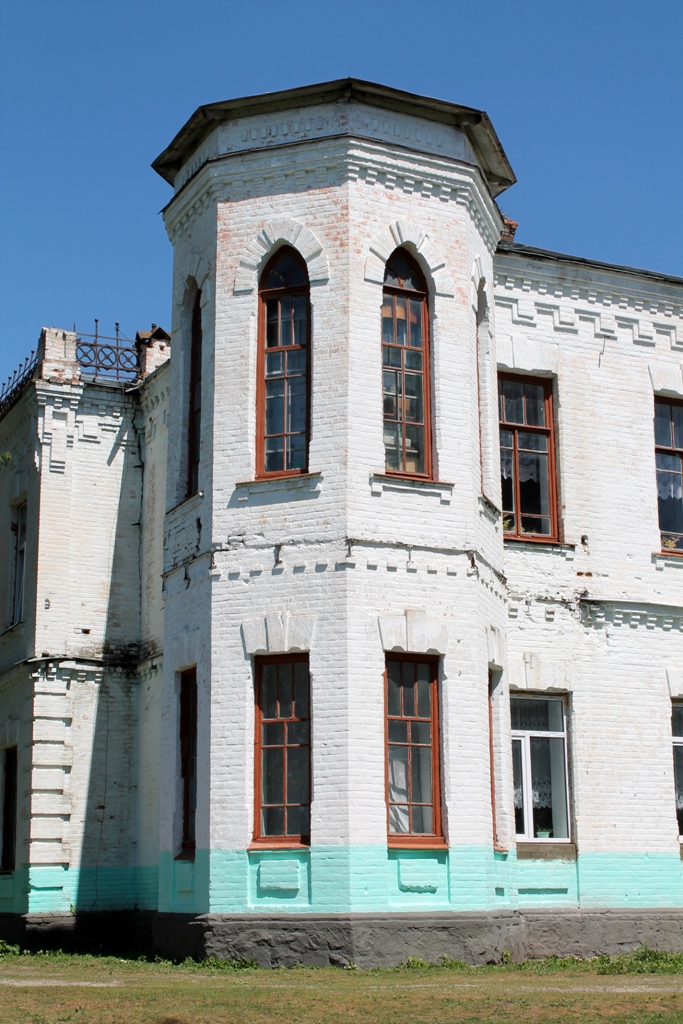
Кутова вежа в палаці.
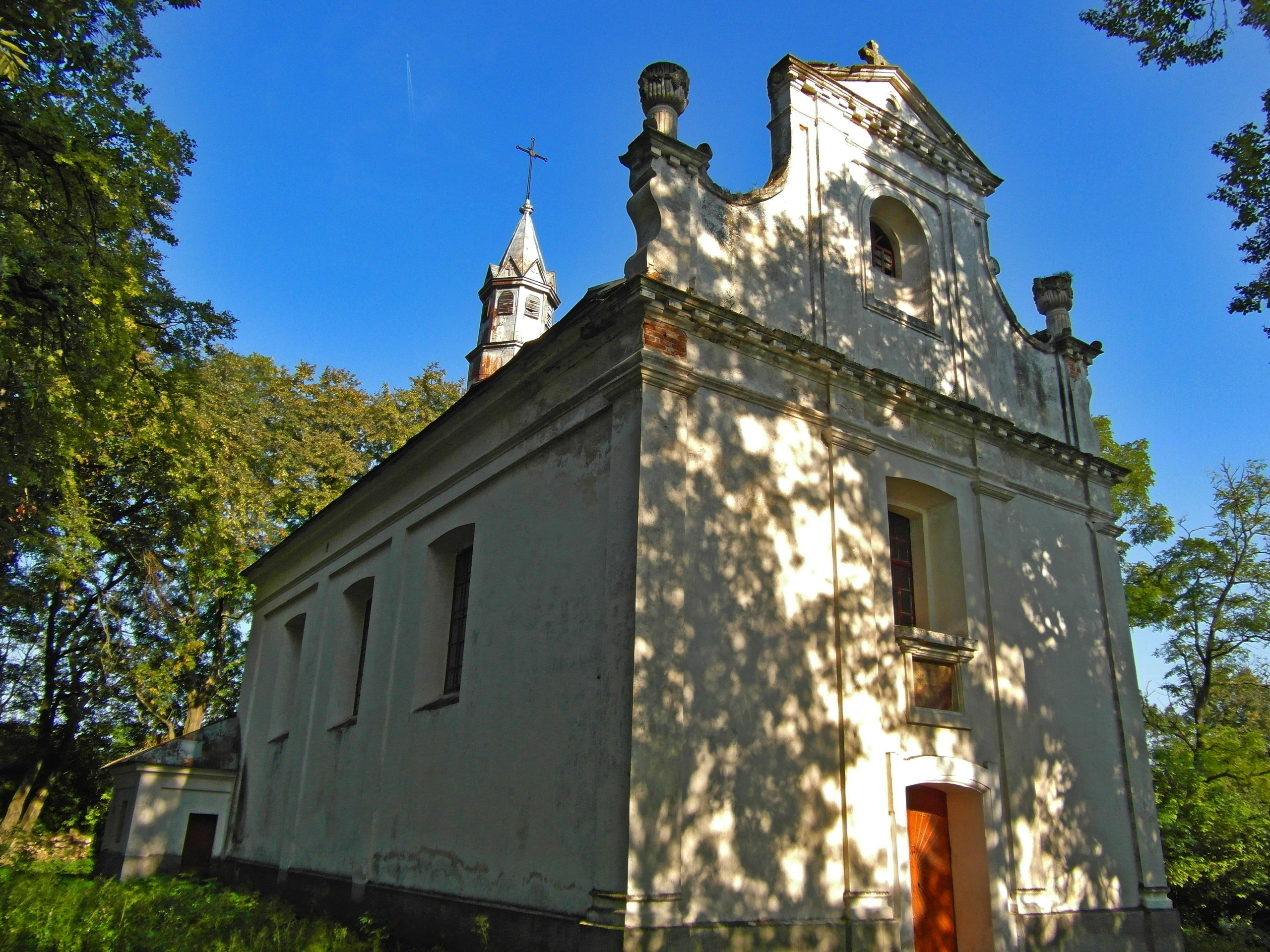
Костел св. Станіслава, 1765—1816.
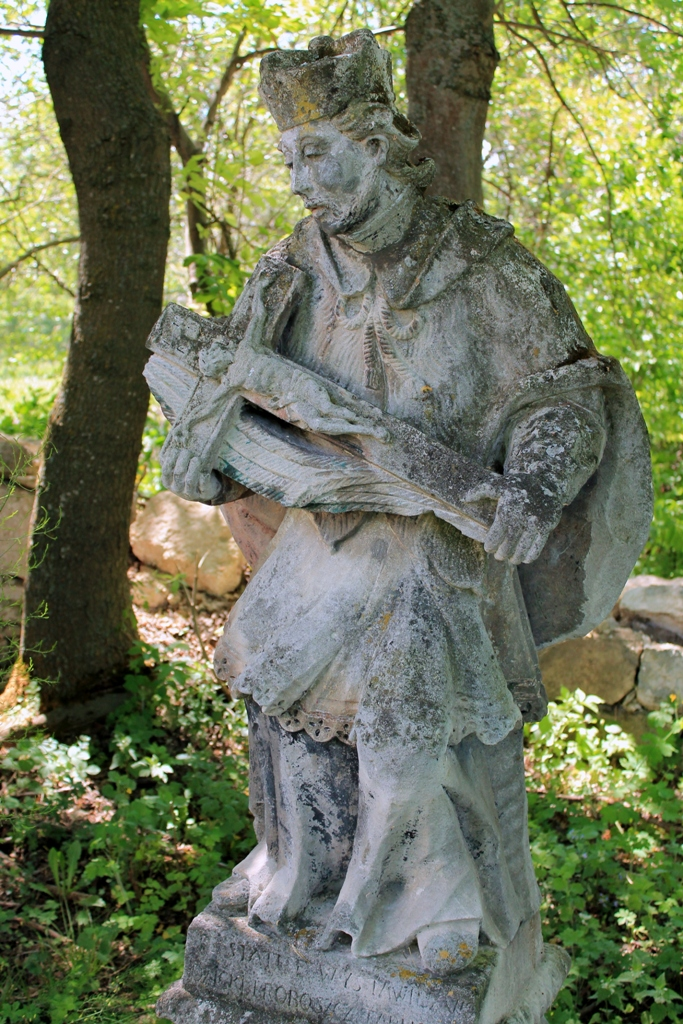
Статуя Яна Непомука при храмі св.Станіслава 1805 рік.
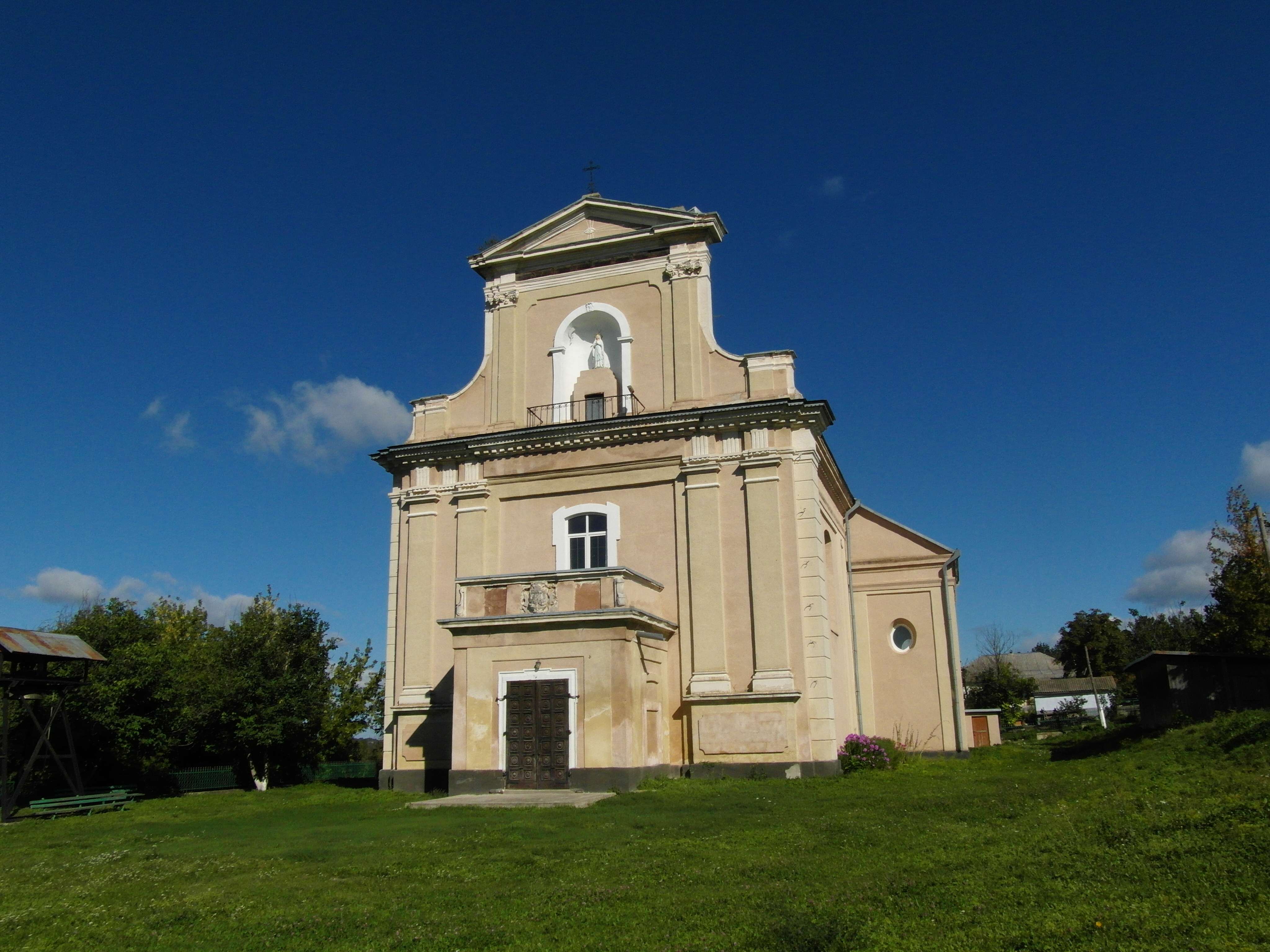
Тарнорудський Костел Божої Матері Святого Скапулярія.
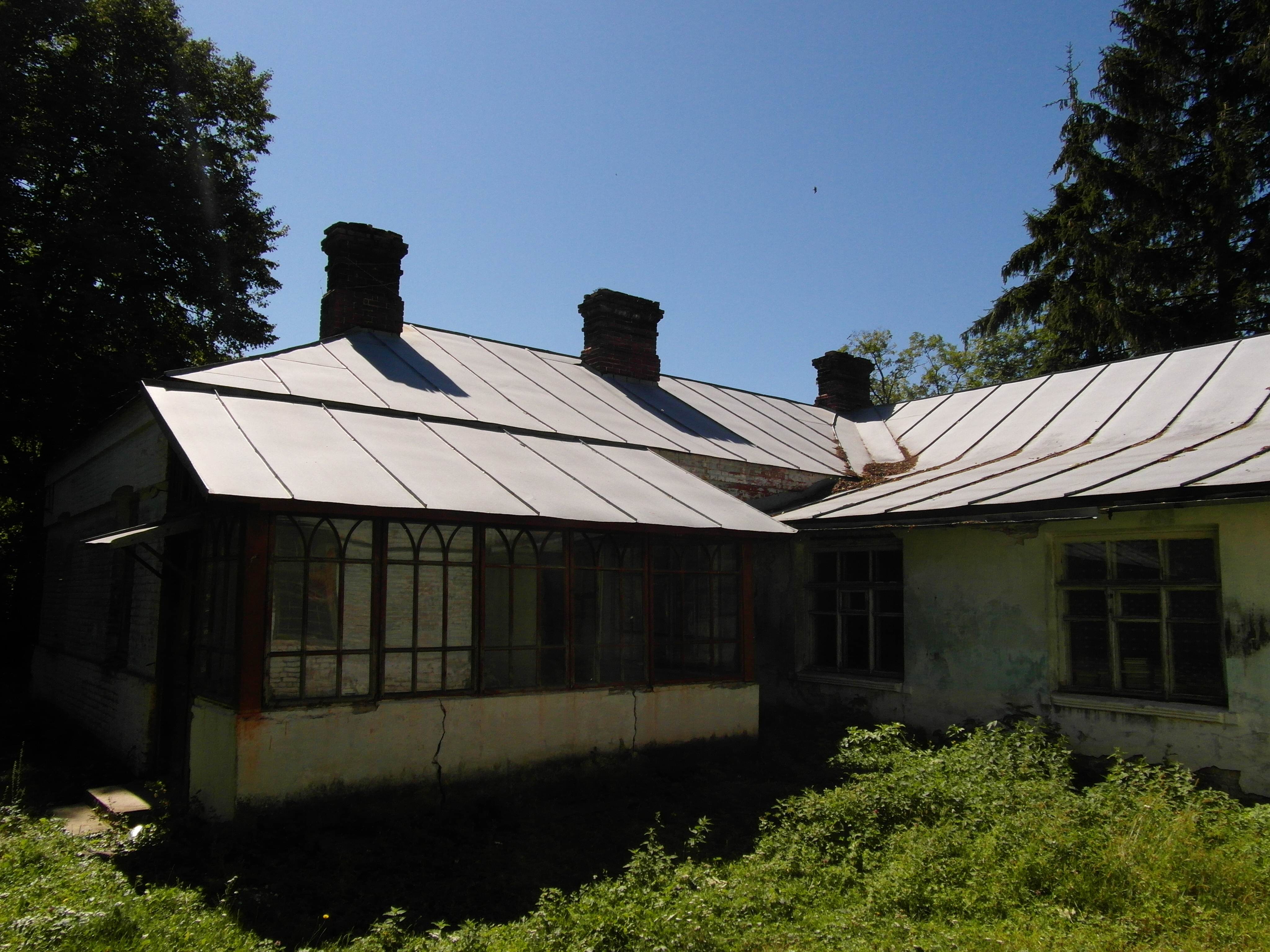
Тарнорудська прикордонна застава.
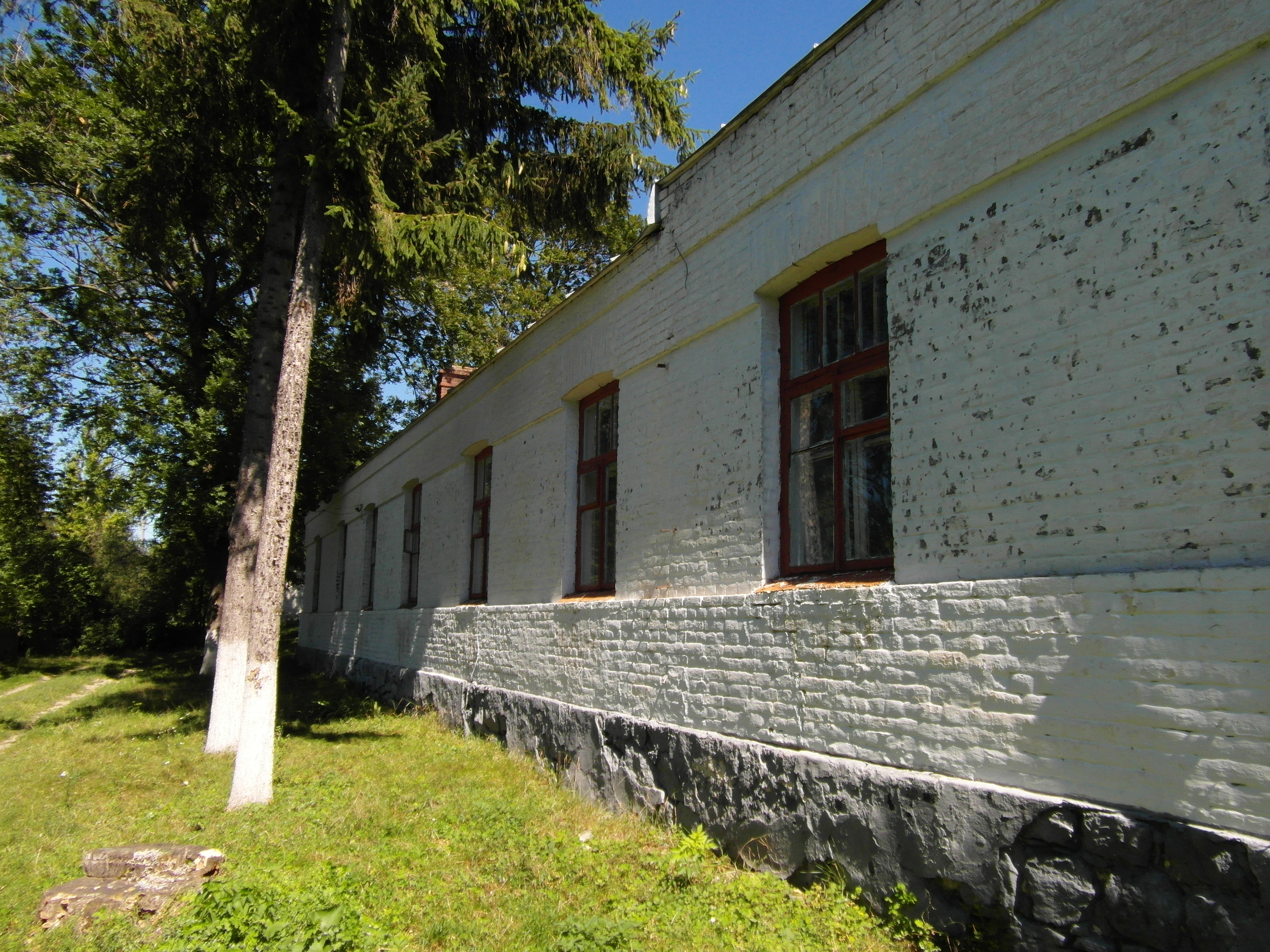
Прикордонна Застава в Тарноруді, інший ракурс.